# Hugo Albrecht

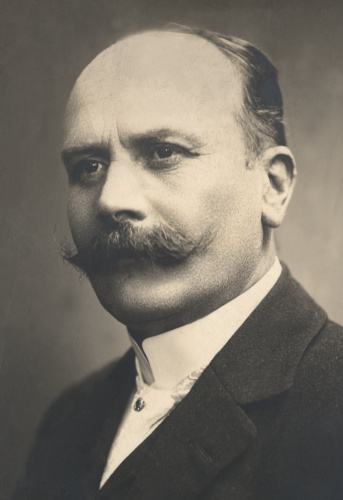
Hugo Albrecht

Hugo Albrecht (* 28. März 1862 in Zwittau (Svitavy), Mähren; † 7. August 1920 ebenda) war ein österreichisch-mährischer Politiker deutschnationaler Parteien und Handschuhlederfabrikant. Er war von 1901 bis 1918 Abgeordneter zum Österreichischen Abgeordnetenhaus (X., XI. und XII. Legislaturperiode) und von 1918 bis 1919 Mitglied der Provisorischen Nationalversammlung.
Albrecht besuchte nach der Bürgerschule eine Handelsakademie und war beruflich als Handschuhlederfabrikant tätig. Er wirkte politisch als Gemeinderat in Zwittau und fungierte als Abgeordneter zum Mährischen Landtag. Zwischen 1901 und 1918 war er Abgeordneter des Österreichischen Abgeordnetenhauses, wo er zunächst dem Klub der Deutschen Volkspartei, ab 1907 dem Deutschnationalen Verband und ab 1910 dem Deutschen Nationalverband angehörte. Danach vertrat er den Verband der deutschnationalen Parteien vom 21. Oktober 1918 bis zum 16. Februar 1919 als Mitglied in der Provisorischen Nationalversammlung.